# Креспен, Жан
Жан Креспен (фр. Jean Crespin; ок. 1520, Аррас — 12 апреля 1572, Женева) — французско-швейцарский протестантский историк и издатель.

## Биография
Был адвокатом сначала в Аррасе, затем в Париже, где работал под руководством известного юриста Шарля Дюмулена. На площади Мобер он видел, как сожгли на костре гугенота Клода Ле-Пенктра. Креспен был глубоко впечатлен верой этого молодого ювелира. Его казнили за то, что, по словам Креспена, он «объявлял истину своим родителям и друзьям». В результате принятия протестантской веры Креспен попал под подозрение, а 28 марта 1545 года он был отдан под суд и объявлен вне закона.
Сначала он отправился в Страсбург, а затем, под влиянием Теодора де Беза, Креспен обратился к изучению богословия и переселился в Женеву, где в 1548 году получил право на гражданство.
С этого момента Жан Креспен больше не занимался юридической практикой; вместо этого он стал очень предприимчивым издателем – за двадцать лет из его типографии вышло 250 книг. Большая часть его каталога состоит из работ, связанных с движением Реформации. Сначала он опубликовал издания Библии на французском, но также и на других современных языках (итальянском, испанском, английском); он также опубликовал Новый Завет на латыни (1552) и на греческом (1553). Но с 1564 года он публиковал все больше и больше нерелигиозных работ.
Его сочинения: «История церкви с апостольских времен» (фр. L’histoire de l’eglise depuis les Apôtres, 1562) и «Книга мучеников» (фр. Martyrologe, несколько изданий с 1564). Последнее сочинение является самым значимым - это важный историографический труд о реформаторском движении, который несколько раз переиздавался, хотя в более поздних изданиях автор несколько изменил свой религиозный подход. Эта книга была написана в память о тех, кто погиб за свою веру, и основана на подлинных документах.